# 김현성 (1993년)
김현성(틀:한자金炫成, 1993년 3월 28일 ~ )은 대한민국의 축구 선수이며 포지션은 골키퍼이다.

## 축구인 경력

### 광주대학교
광명공업고등학교 졸업 후, 미국 MLS에 도전하고자 했으나 여의치 않아 광주대학교에 진학하였다.

### 서울 이랜드 FC
2015년 신생팀 서울 이랜드 FC에 자유계약으로 입단하였다.